# Raurakiska republiken

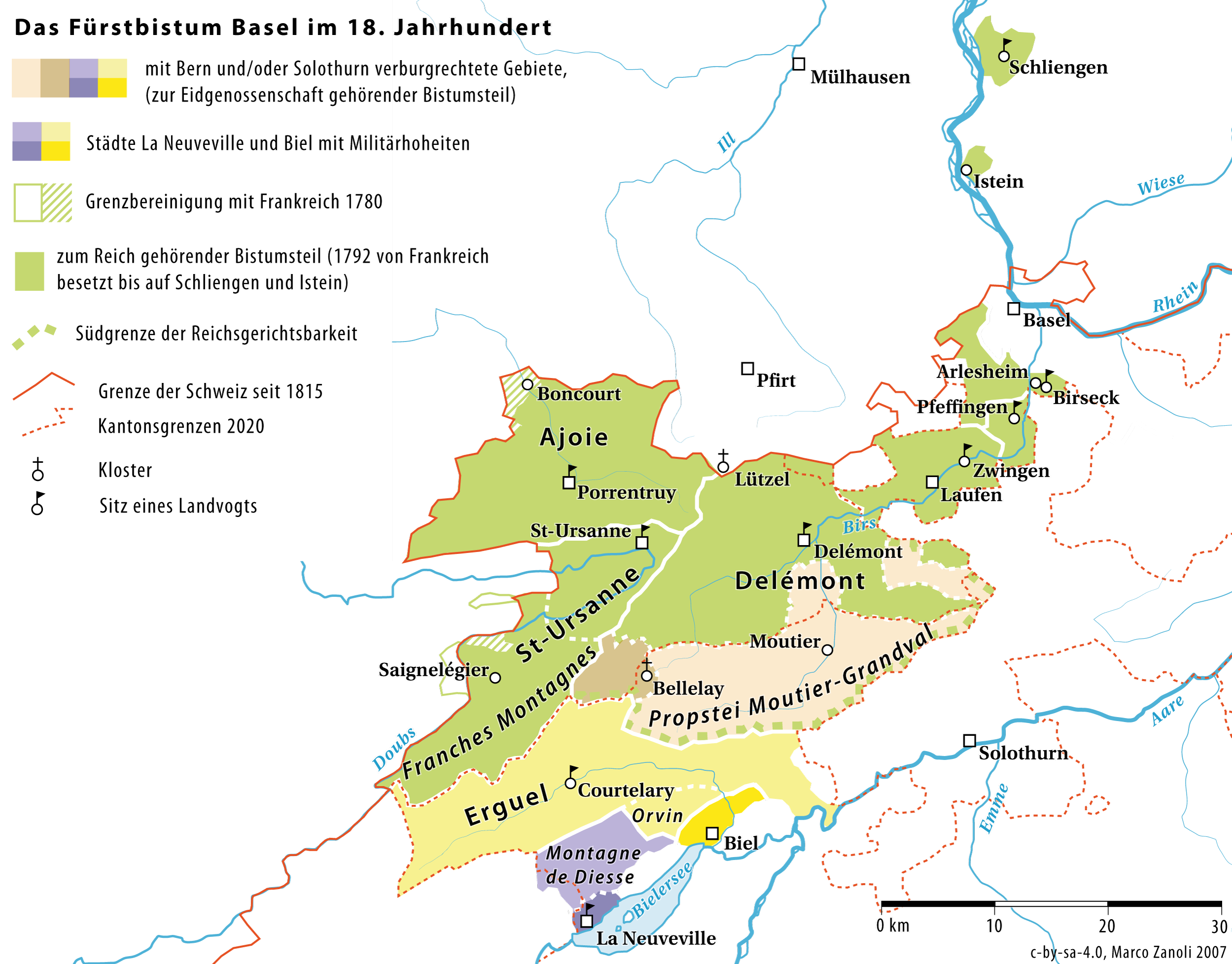
Furstbiskopsdömet Basel på 1700-talet.

Den raurakiska republiken (République rauracienne) bildades i franska revolutionens svallvågor ur delar av furstbiskopsdömet Basel, som hörde till det tysk-romerska riket. Republiken upprättades den 17 december 1792 och upplöstes 23 mars 1793 då den införlivades i franska republiken.
Namnet åsyftar den keltiska stammen raurikerna, som under antiken var bosatta vid södra Oberrhein.
Med stöd av Basels försvarsförbund med Frankrike från 1780 besatte franska trupper efter första koalitionskrigets utbrott i april 1792 de norra delarna av furstbiskopsdömet som hörde till tysk-romerska riket. De södra delarna La Neuveville, Montagne de Diesse, Biel, Erguel och Moutier samt Montsevelier som stod under det schweiziska edsförbundets beskydd besattes inte, då de områdena stod under edsförbundets militära höghet.
Efter att franska republiken utropats i september 1792 uppstod oroligheter i Basel och revolutionära grupper bildades. Den 17 december utropades den raurakiska republiken som franska republikens första dotterrepublik. Efter att den andra nationalförsamlingen nått vägs ände förespråkade den tredje efter en av Frankrike påtvingad och manipulerad omröstning för en anslutning till Frankrike, som den 23 mars 1793 fullbordades genom inrättandet av departementet Mont-Terrible. Genom freden i Campo Formio i slutet av 1797 utökades departementet och kom att inlemma de ännu oockuperade delarna av Basel i syd, som dock redan 1800 integrerades i departementet Haut-Rhin.
I och med att Napoleon I:s herravälde i Europa upphörde blev frågan om statstillhörighet ånyo aktuell. I slutet av 1813 marscherade koalitionens trupper in, men departementet fortsatte att tillhöra Frankrike i Parisfreden (1814). Wienkongressen beslöt den 20 mars 1815 slutligen att området skulle inlemmas i Schweiz och delas upp på kantonerna Bern och Basel. Kantonen Jura som bildades först 1979 är till stora delar identisk med furstbiskopsdömet Basels tidigare rikstyska delar och ser sin suveränitet djupt rotad i den raurakiska republiken.
Den raurakiska republiken förde – i motsats till andra franska dotterrepubliker – ingen egen nationalflagga under sin korta existens. Det är dock känt att ett statsvapen antogs. Denna bestod i huvudsak av en romersk liktorsfasces, som fortfarande står att finna i Frankrikes statsvapen.

### Webbkällor
- François Kohler: Jura (Kanton), Kapitel „Von der französischen Republik zum Kanton Bern (1792-1978)“ – Historisches Lexikon der Schweiz.
- Raurachische Republik – Historisches Lexikon der Schweiz.